# Kesmeköprü, Batman
Kesmeköprü là một xã thuộc thành phố Batman, tỉnh Batman, Thổ Nhĩ Kỳ. Dân số thời điểm năm 2011 là 1.04 người.